# Adolf Glattacker

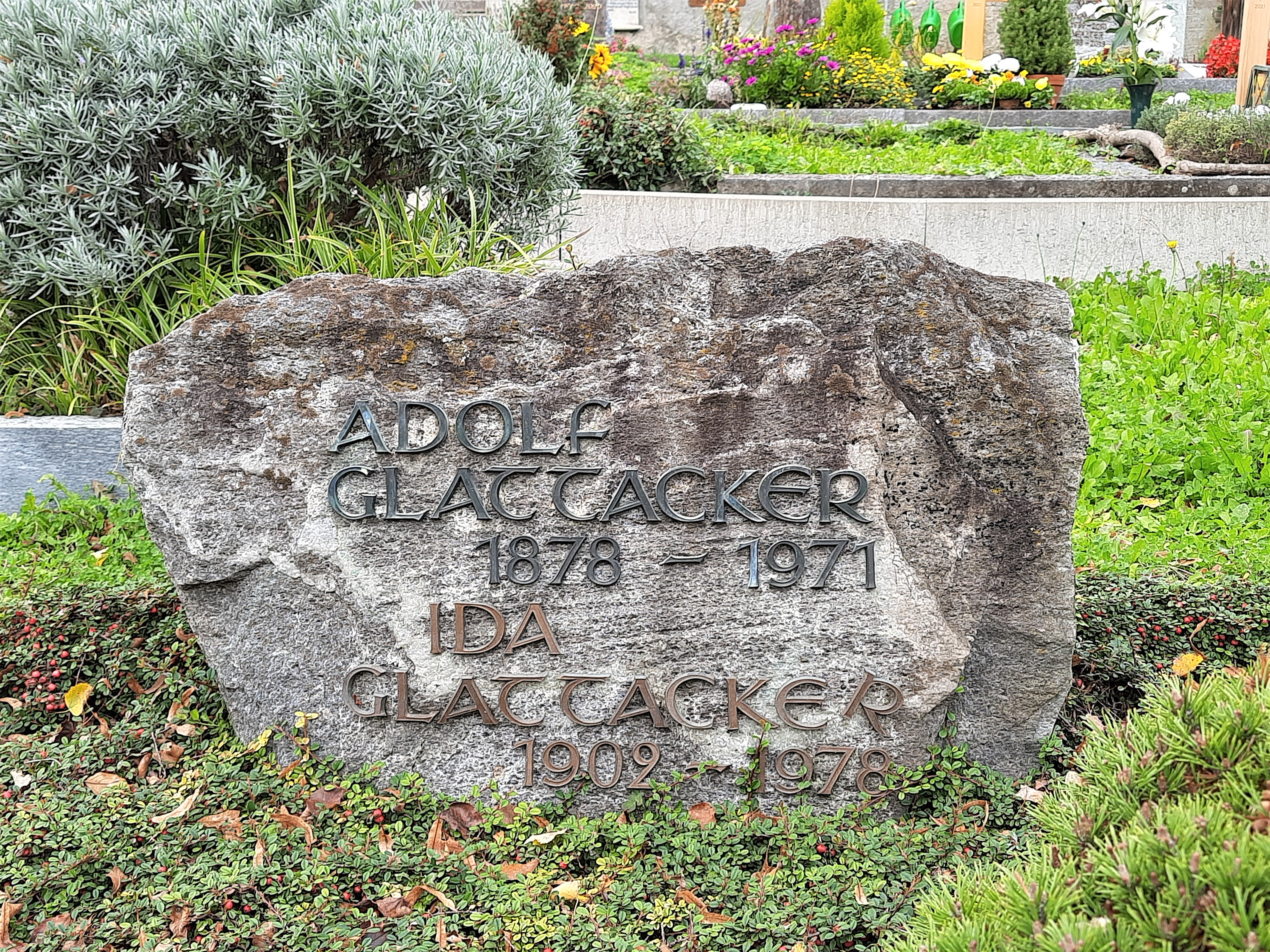
Grabstein von Adolf Glattacker auf dem Friedhof von Tüllingen.

Adolf Glattacker (* 30. Juni 1878 in Wehr; † 28. Juni 1971 in Tüllingen, Stadt Lörrach) war ein deutscher Maler und Zeichner. Bekannt wurde er als Heimatmaler des Markgräflerlandes.

## Leben und Werk
Glattacker absolvierte eine Ausbildung an der Kunstakademie Karlsruhe und in Paris. Danach lebte er in Riedichen (heute zu Zell im Wiesental gehörend), Weil am Rhein, Riehen und zuletzt im heutigen Lörracher Ortsteil Tüllingen.
Überwiegend fertigte er Porträts von Personen aus Südbaden und der grenznahen Schweiz, aber auch zahlreiche Illustrationen zu Johann Peter Hebels Werken, zu Märchen, Sagen, historischen Begebenheiten und Personen, sowie Landschaften und andere Motive. Glattacker schuf überwiegend Bleistift-, aber auch Tusche- und Kohlezeichnungen, sowie Aquarelle, Gouachen, Ölbilder und vereinzelt Holzschnitte. Weil er einige seiner Bilder romantisch mit Putten und Teufelchen garnierte, wurde er in seiner alemannischen Heimat auch „Engeli- und Dölfimoler“ genannt. Als junger Künstler illustrierte er die Erstlingserzählung des Waldshuter Dichters Paul Körber (1876–1941), die diesem zum literarischen Durchbruch verhalf. Das Emblem der in der mitten in der nationalsozialistischen Gründungsphase sogenannter historischer Narrenzünfte 1936 gegründeten „Narrengilde Lörrach“ (der sogenannte „Gildenkopf“ oder „Zundel“, das Lörracher Fasnachtssymbol) ist ein Werk Glattackers aus dem Gründungsjahr, inspiriert von den Erzählungen Hebels. Glattacker war mit dem nationalsozialistischen Maler und Schriftsteller Hermann Burte befreundet und selbst sicher nicht unberührt vom Nationalsozialismus, wie Werke aus dieser Zeit zeigen. Die Rolle Glattackers im Nationalsozialismus ist bisher kaum thematisiert worden und weitgehend unklar, seine Bedeutung als Maler ist auf die Region um Lörrach beschränkt.

## Ehrungen
Mehrere Straßen und Wege im Landkreis Lörrach – beispielsweise in Lörrach, Weil am Rhein und Rheinfelden (Baden) – sowie eine Grundschule in Lörrach-Tüllingen wurden nach ihm benannt. Seine Geburtsstadt Wehr ernannte ihn zum Ehrenbürger. 1949 bedachte ihn der Hebelbund Lörrach mit dem erstmals verliehenen „Hebeldank“. 1965 erhielt er als einer der ersten Preisträger die Johann-Peter-Hebel-Plakette der Gemeinde Hausen im Wiesental (Heimatort Hebels). Am 23. August 1962 erhielt er das Bundesverdienstkreuz 1. Klasse.